# Kakemono

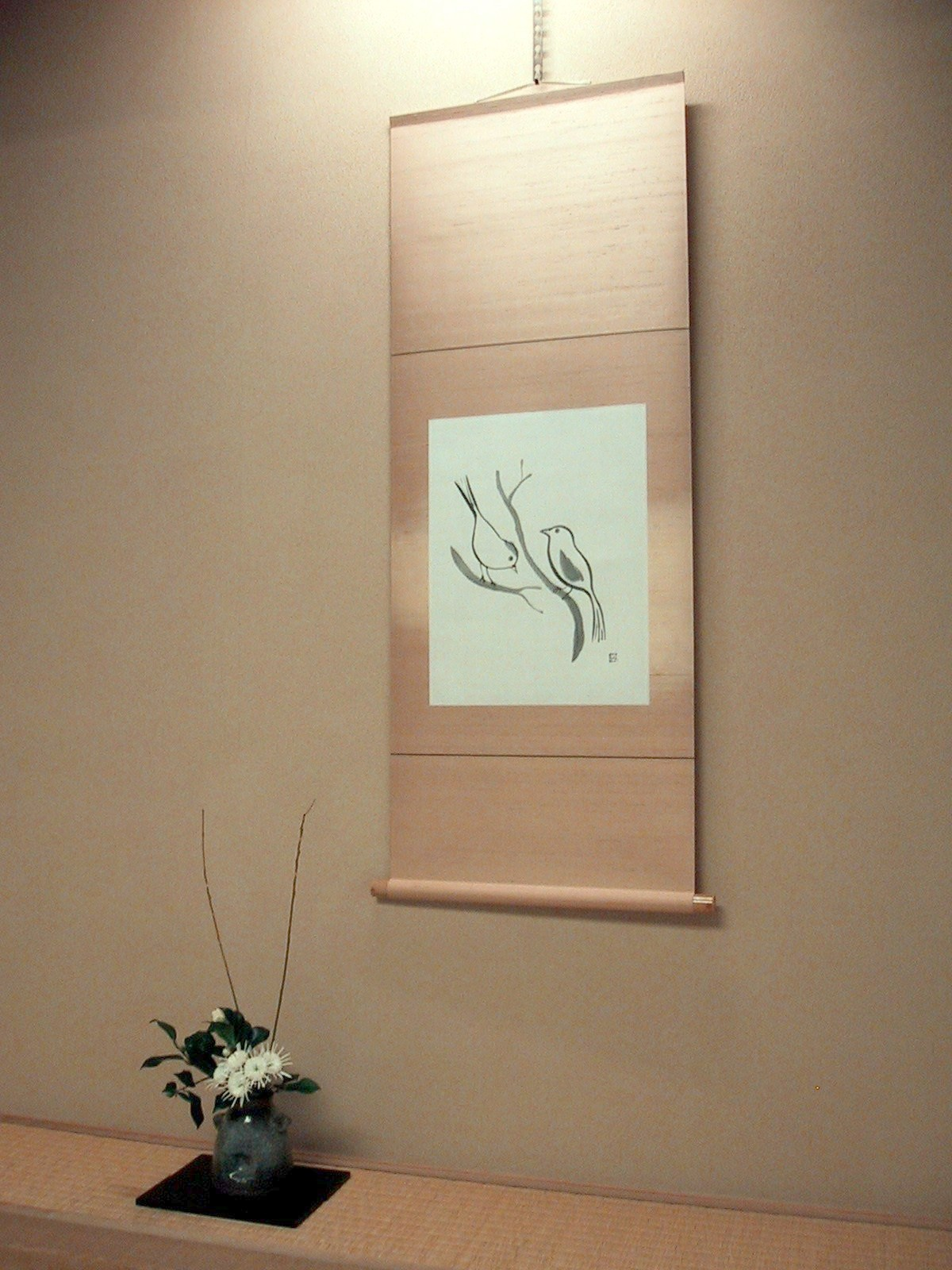
Un kakemono a la paret d'un tokonoma junt amb un Ikebana

El kakemono (掛け物) és quelcom que es penja, generalment una pintura o cal·ligrafia, de forma allargada en el sentit vertical, en un mur o a l'interior d'un tokonoma. El suport sobre el qual es realitza l'obra d'art pot ser paper o seda. Als seus extrems es troben uns corrons fixes, anomenats jiku, que ajuden a mantenir la seva superfície tersa i plana, i permeten que sigui enrotllat per al seu emmagatzematge.
A diferència del makimono, que es desplega en sentit lateral, el kakemono ho fa en sentit vertical com a part de la decoració interior d'una habitació. Tradicionalment se situen a l'interior d'un tokonoma. Quan és exposat en un Chashitsu, estança on es desenvolupa la cerimònia del te; l'elecció del kakemono i l'arranjament floral ajuden a establir l'ambientació espiritual de la cerimònia. En contrast amb el paravents o shohekiga, el kakemono pot ser fàcil i ràpidament canviat per adaptar-se a l'estació de l'any o a l'ocasió.
Cal buscar els orígens de kakemono a la Xina de la dinastia Tang (Seg. VII-IX). Aquesta forma de presentar les obres d'art probablement es desenvoluparia a partir dels sutres muntats sobre estructures semblants, que utilitzaven un corró (barra cilíndrica) a l'extrem del rotlle per ser enrotllat i poder ser emmagatzemat. El culte de murals, que va arribar a la dinastia Tang des del Tibet, també hauria influenciat aquest desenvolupament, ja que aquest format feia les còpies més fàcil de portar. Posteriorment fou introduït al Japó durant el període Heian de mà del budisme esotèric. Inicialment el kakemono portava representacions budistes per a la seva veneració, o també com a forma d'exposar cal·ligrafia o poesia. Durant el període kamakura esdevingué més comú. A partir del període Muromachi, degut a la influència del budisme zen el kakemono es veié relacionat amb la cerimònia del te, mentre que els temes més representats foren paisatges, flors i ocells, així com retrats i poesia. Amb el temps passà de ser més apreciat com a obra d'art que per presentar una imatge per al culte.
Inicialment el kakemono es penjava en una posició central a l'interior de la sala principal d'un temple zen (butsuden), al principal edifici d'un santuari budista (hondou) o en la partició d'una de les parets principals. Els kakemono també se situaven en les parets d'altres sales del butsuden i, posteriorment, en les residències dels nobles o de gent acomodada. Amb l'establiment de l'estil residencial palatí de l'arquitectura shoin, el kakemono trobà la seva situació definitiva al tokonoma, on la imatge del rotlle penjat i de la fornícula es complementen l'una a l'altra.
En l'actualitat els kakemono poden contenir cal·ligrafies i pintures de tota mena de gènere, incloent-hi estampes ukiyo-e. En aquest cas el kakemono rep el nom de kakemono-e. Hi ha dos estils de kakemono: Si l'amplada és més curta que l'alçada s'anomena tatejiku, si l'amplada és més gran que l'alçada rep el nom de yokojiku. A un tokonoma també poden exhibir-se un conjunt de kakemono: un parell de kakemono s'anomena Soufuku, un tríptic rep el nom de sampukutsui o també kakejiku, un conjunt de quatre yonpukutsui, i també hi ha conjunts de sis, vuit i dotze kakemono. Quan el kakemono no està exposat, s'enrotlla al voltant del jiku inferior i el cordill del jiku superior, que serveix per penjar-lo, s'utilitza per mantenir-lo enrotllat. A la part posterior del kakemono, a prop del jiku superior, sovint es troba indicat el nom de l'autor, potser l'objecte representat, i el nom i segell del col·leccionista.